# Fuscapex
Fuscapex is een geslacht van weekdieren uit de klasse van de Gastropoda (slakken).

## Soorten
- Fuscapex baptocephalus (Dautzenberg & H. Fischer, 1896)
- Fuscapex cabiochi Bouchet & Warén, 1986
- Fuscapex major Bouchet & Warén, 1986
- Fuscapex microcostellatus Bouchet & Warén, 1986
- Fuscapex ophioacanthicola Warén, 1981
- Fuscapex talismani Bouchet & Warén, 1986